# White Hall (Illinois)
White Hall és una població dels Estats Units a l'estat d'Illinois. Segons el cens del 2000 tenia 2.629 habitants.

## Demografia
Segons el cens del 2000, White Hall tenia 2.629 habitants, 1.084 habitatges, i 705 famílies. La densitat de població era de 393,4 habitants/km².
Dels 1.084 habitatges en un 27,9% hi vivien nens de menys de 18 anys, en un 48,8% hi vivien parelles casades, en un 12,1% dones solteres, i en un 34,9% no eren unitats familiars. En el 31,6% dels habitatges hi vivien persones soles el 17,8% de les quals corresponia a persones de 65 anys o més que vivien soles. El nombre mitjà de persones vivint en cada habitatge era de 2,33 i el nombre mitjà de persones que vivien en cada família era de 2,9.
Per edats la població es repartia de la següent manera: un 23,2% tenia menys de 18 anys, un 7,8% entre 18 i 24, un 25,3% entre 25 i 44, un 21,5% de 45 a 60 i un 22,3% 65 anys o més.
L'edat mediana era de 41 anys. Per cada 100 dones de 18 o més anys hi havia 83,3 homes.
La renda mediana per habitatge era de 26.552 $ i la renda mediana per família de 31.576 $. Els homes tenien una renda mediana de 28.095 $ mentre que les dones 20.143 $. La renda per capita de la població era de 14.982 $. Aproximadament el 16,1% de les famílies i el 18,8% de la població estaven per davall del llindar de pobresa.

## Poblacions més properes
El següent diagrama mostra les poblacions més properes.